# 訃報 1990年6月
訃報 1990年6月（ふほう 1990ねん6がつ）では、1990年（平成2年）6月中に物故した、又は物故が報じられた人物についてまとめる。

## （1日 - 15日）

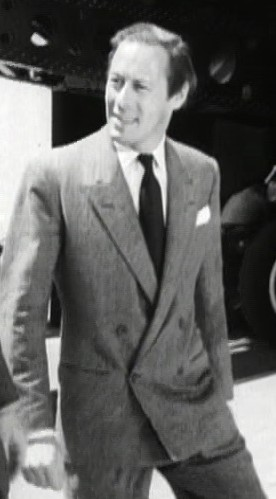
レックス・ハリソン / 6月2日没

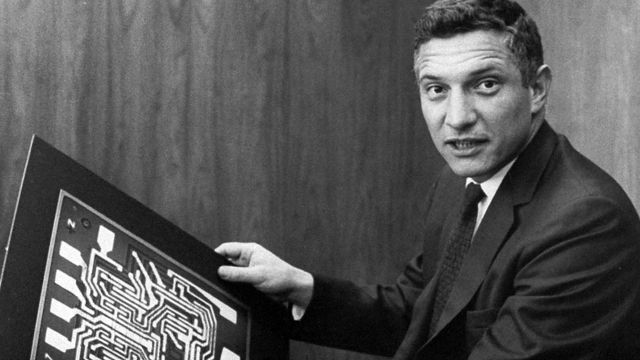
ロバート・ノイス / 6月3日没

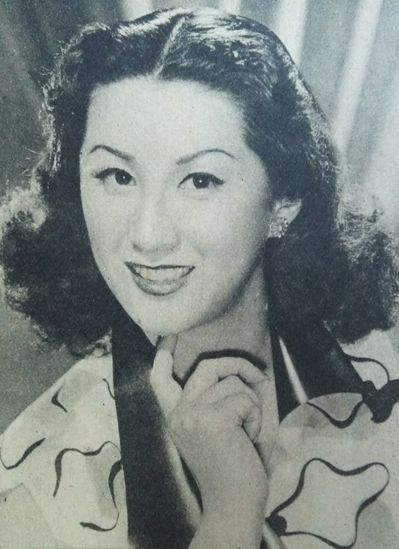
木暮実千代 / 6月13日没

- 6月2日 - レックス・ハリソン、俳優（* 1908年）
- 6月2日 - 小泉恒美、元プロ野球選手【南海ホークス、中日ドラゴンズ所属】（* 1942年）
- 6月3日 - ロバート・ノイス、実業家・工学者（* 1927年）
- 6月8日 - 赤羽末吉、舞台美術作家（* 1910年）
- 6月10日 - 塚本快示、陶芸家（* 1912年）
- 6月13日 - 木暮実千代、女優（* 1918年）
- 6月13日 - 冨士井金雪、高校野球監督（* 1943年）

## （16日 - 30日）

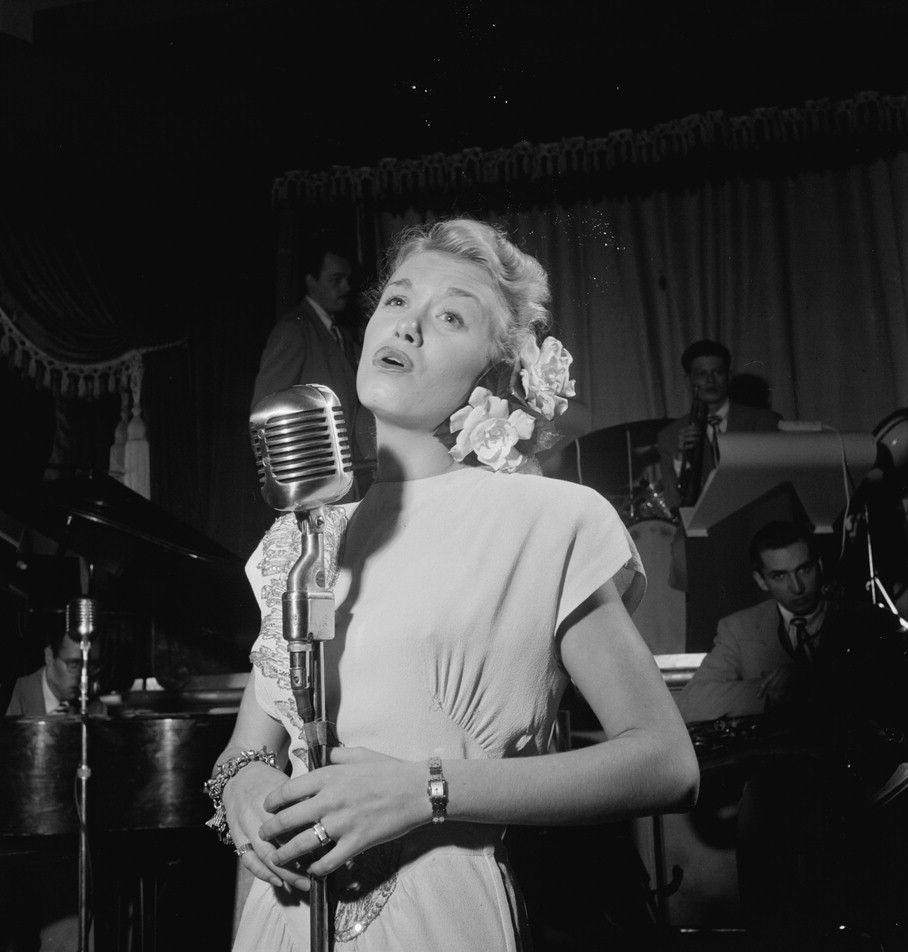
ジューン・クリスティ / 6月21日没

- 6月16日 - トーマス・カウリング、天文学者（* 1906年）
- 6月17日 - 出門英、歌手・タレント、ヒデとロザンナ（* 1942年）
- 6月21日 - ジューン・クリスティ、ジャズ歌手（* 1925年）
- 6月24日 - 浜野清吾、政治家、第33代法務大臣、第35代行政管理庁長官（* 1898年）
- 6月25日 - おのちゅうこう、児童文学作家・詩人（* 1908年）
- 6月26日 - 萩野昇、医師、イタイイタイ病の命名者（* 1915年）